# 扬格利 (市级镇)
扬格利（羅馬化：Yangelʹ）是俄罗斯伊尔库茨克州的工人村（市级镇），属下伊利姆斯克区，位于乌斯季伊利姆斯克水库沿岸，在区行政中心热列兹诺戈尔斯克-伊利姆斯基西北、州府伊尔库茨克北偏西方。
该地2021年人口有904人；2010年人口1,042人；2002年人口1,000人。